# In Memoriam (игра)
In Memoriam — компьютерная игра в жанре квеста, разработанная студией Lexis Numérique и изданная Ubi Soft в 2003 году на ПК и Mac OS. В 2004 году выпущена The Adventure Company в Северной Америке под названием Missing: Since January. Издателем в России выступила компания «Руссобит-М».

## Игровой процесс
Согласно сюжету In Memoriam, игра представляет собой компакт-диск, записанный серийным убийцей и содержащий подсказки к местонахождению похищенных им людей. Игрок берёт на себя роль детектива, пытающегося их спасти. Геймплей заключается в решении различных головоломок, например, составить пароль из появляющихся на экране букв, расположить фрагменты видеозаписи в правильном порядке, собрать фотографию из обрывков и т.д., а также в прохождении мини-игр, требующих ловкости. По мере продвижения по сюжету открываются всё новые видео с живыми актёрами, раскрывающие историю и содержащие подсказки к следующим загадкам.
In Memoriam использует приём слома четвёртой стены: в начале игрок должен указать адрес своей электронной почты, на которую будут приходить письма от других персонажей, содержащие подсказки. Кроме того, информацию для решения некоторых головоломок необходимо искать в Интернете, как на настоящих сайтах, так и созданных специально для игры.

## Сюжет
Журналист Джек Лорски приобретает на распродаже видеокамеру, на которой обнаруживает запись убийства. Наведя справки, он выясняет, что камера принадлежала нидерландцу, исчезнувшему в Греции в 1975 году. Джек находит Карен Гейман, дочь убитого, и вместе они пытаются раскрыть тайну произошедшего. Однако вскоре Джек и Карен пропадают без вести.
Спустя некоторое время в новостное агентство, на которое работал Джек, приходит компакт-диск от человека, называющего себя «Феникс»; кроме похищения Джека и Карен, Феникс признаётся в серии убийств по всей Европе. Чтобы расшифровать содержимое диска, его копии рассылают нескольким доверенным лицам, включая персонажа игрока.

## Разработка
По словам геймдизайнера Эрика Вьенно, источниками вдохновения для In Memoriam послужили произведения таких авторов, как Джеймс Эллрой, Майкл Коннелли и Морис Жорж Дантек. Чтобы фальшивые сайты выглядели так, будто сделаны любителями, студия наняла людей, имевших малый опыт работы в веб-дизайне. Разработчикам также удалось договориться с крупными сайтами и газетами, чтобы получить разрешение на размещение статей, необходимых для прохождения игры.

## Отзывы
| Сводный рейтинг       | Сводный рейтинг |
| Агрегатор             | Оценка          |
| --------------------- | --------------- |
| GameRankings          | 74,91 %         |
| Metacritic            | 75/100          |
| Иноязычные издания    |                 |
| Издание               | Оценка          |
| CGW                   | [ 8 ]           |
| Eurogamer             | 7/10            |
| Game Informer         | 6,5/10          |
| GameSpot              | 7,1/10          |
| GameSpy               | [ 12 ]          |
| GameZone              | 9,0/10          |
| IGN                   | 8,0/10          |
| Jeuxvideo.com         | 17/20           |
| Русскоязычные издания |                 |
| Издание               | Оценка          |
| Absolute Games        | 80 %            |
| «Игромания»           | 7,0/10          |

Критики высоко оценили идею игры, называя её «захватывающим и уникальным опытом» и «свежим и оригинальным взглядом на изрядно застоявшийся жанр». По мнению обозревателя GameSpot Брэда Шумейкера, головоломки и мини-игры достаточно разнообразны, чтобы удерживать интерес игрока; при этом он посоветовал отключить спам-фильтр, чтобы письма с подсказками не удалялись из электронной почты. Адам Бьесеннер из Game Informer, напротив, счёл загадки затянутыми и нелогичными и посчитал, что задумка In Memoriam лучше бы сработала в неинтерактивном формате. Отмечались и недостатки концепции; например, Кристан Рид из Eurogamer и Карла Харкер из GameSpy обратили внимание, что в поисковую выдачу попадают руководства по прохождению и обсуждения на форумах, появившиеся с момента выхода In Memoriam, что негативно влияет на задуманный разработчиками опыт. Рецензент Computer Gaming World Даррен Глэдстоун выразил разочарование тем, что концовка фактически отсутствует в самой игре и подаётся в виде электронного письма. Сайты GameZone и IGN раскритиковали отсутствие в In Memoriam ручных сохранений, так как из-за этого легко можно пропустить подсказку, а в случае критического бага придётся начинать игру заново и создавать новый почтовый ящик.
Положительных оценок удостоились видеоролики. Шумейкер отметил, что качество актёрской игры в них значительно выше, чем в других подобных произведениях. Обозреватель IGN Хуан Кастро посчитал, что ролики похожи на настоящее домашнее видео и помогают проникнуться симпатией к персонажам.
Редакция журнала Computer Gaming World в своих итогах 2004 года присвоила In Memoriam награду «Приключенческая игра года». В 2011 году портал Adventure Gamers поставил её на 56 место в списке «100 лучших приключенческих игр всех времён».